# آمازون دم‌قرمز
آمازون دم قرمز (نام علمی: Amazona brasiliensis) نام یک گونه از سرده طوطی آمازون است.